# الفندق
قرية الفندق هي قرية فلسطينية في محافظة قلقيلية، في شمال شرق فلسطين، وتقع على بعد 16 كيلو متر شرق مدينة قلقيلية. وفقًا للجهاز المركزي للإحصاء الفلسطيني، بلغ عدد سكان القرية 1125 نسمة في عام 2017. أخذت القرية اسمها من الكلمة العربية "نزل". يحدها من الشرق إماتين، ومن الجنوب دير استيا، ومن الغرب وادي قانا، ومن الشمال حجة.

## جغرافيتها
تقع قرية الفندق على مسافة 17 كم نحو الجنوب الغربي من مدينة نابلس وشرق مدينة قلقيلية. ترتفع 1295 قدماً عن سطح البحر، وتبلغ مساحة القرية هي 1619 دونماً، منها 27 دونماً للطرق والوديان، وفيها 140 دونم مغروسة بالزيتون، و20 دنما مزروعة باللوز والتين وغيرها.
يعمل أهل القرية بالزراعة وأهم المحاصيل الزراعية: الزيتون، الزعتر، الحبوب، اللوزيات، الخضروات غالبيتها بعلية. كما يعمل الكثير من أبناء القرية في الوظائف الحكومية.

## تاريخها

### الفترة البيزنطية
تم العثور فيها على سيراميك من العصر البيزنطي، وقد قيل أن هذا المكان كان فونديكا، التي سكنها السامريون ذات يوم.

### الفترة الصليبية
في عهد الصليبيين كانت القرية مأهولة بالمسلمين، بحسب المؤرخ ضياء الدين المقدسي. وُلِد بها عالم حنبلي اسمه أحمد بن عبد الدائم المقدسي الحنبلي سنة 575هـ/1180م. توفي هناك سنة 668هـ/مارس 1270م. كان يسكن القرية أيضًا أتباع العلامة الحنبلي ابن قدامة (1146/47-1223). كما كان من بين المقيمين هناك شيخ مسلم اسمه عبد الله.

### الفترة العثمانية
ظهر المكان في سجلات الضرائب العثمانية عام 1596 باسم الفندق. كانت تقع في ناحية بني صعب في لواء نابلس، وكان عدد سكانها 86 أسرة، جميعهم مسلمون، يدفعون ضريبة ثابتة بنسبة 33.3% على القمح والشعير والمحاصيل الصيفية والزيتون والماعز وخلايا النحل ومعصرة الزيتون أو العنب، بالإضافة إلى الإيرادات العرضية، بإجمالي 10500 آقجة. كما وجد في خريطة من غزو نابليون عام 1799، رسمها بيير جاكوتين، قرية اسمها الفندق، وهي قرية تقع على الطريق من يافا إلى نابلس.
في عام 1838 وصف روبنسون الفندق بأنه قرية تقع في قضاء بني صعب، غرب نابلس. في عام 1870/1871، أدرج الإحصاء العثماني القرية في ناحية بني صعب. في عام 1882، وصف مسح فلسطين الغربية الذي أجرته مؤسسة أبحاث فلسطين القرية بأنها "قرية فقيرة صغيرة على الطريق الرئيسي، مع آبار إلى الشمال ومكانين مقدسين، وهي تقع على أرض مرتفعة"، وتقع في منطقة بني صعب. 

### الانتداب البريطاني
في تعداد فلسطين الذي أجرته سلطات الانتداب البريطاني عام 1922، بلغ عدد سكان الفندق 66 نسمة، جميعهم مسلمون، وارتفع في تعداد عام 1931 إلى 72 مسلمًا، مع 21 منزلًا. في تعداد عام 1945 بلغ عدد سكان الفندق 100 مسلم، ومساحة الأرض 1619 دونمًا، وفقًا لمسح رسمي للأراضي والسكان. من هذه المساحة، كانت 43 دونمًا مخصصة للمزارع أو الأراضي المروية، و1026 دونمًا مخصصة لزراعة الحبوب، بينما كانت 14 دونمًا مخصصة للأراضي المبنية (الحضرية).

### الفترة الأردنية
في أعقاب نكبة عام 1948، وبعد اتفاقيات الهدنة عام 1949، أصبح الفندق تحت الحكم الأردني. وجد تعداد السكان الأردني لعام 1961 أن عدد سكان الفندق بلغ 137 نسمة.

### ما بعد عام 1967
منذ حرب الأيام الستة عام 1967، أصبح الفندق تحت الاحتلال الإسرائيلي. بعد اتفاقيات عام 1995، تم تصنيف 4.8% من أراضي جينصافوط والفندق كمنطقة ب، والباقي 95.2% كمنطقة ج.

## التركيبة السكانية
يعود أصل سكان الفندق إلى قرية جبعيت القريبة من دوما. كما استوعبت القرية أيضًا لاجئين من كفر قرع.

## معالمها

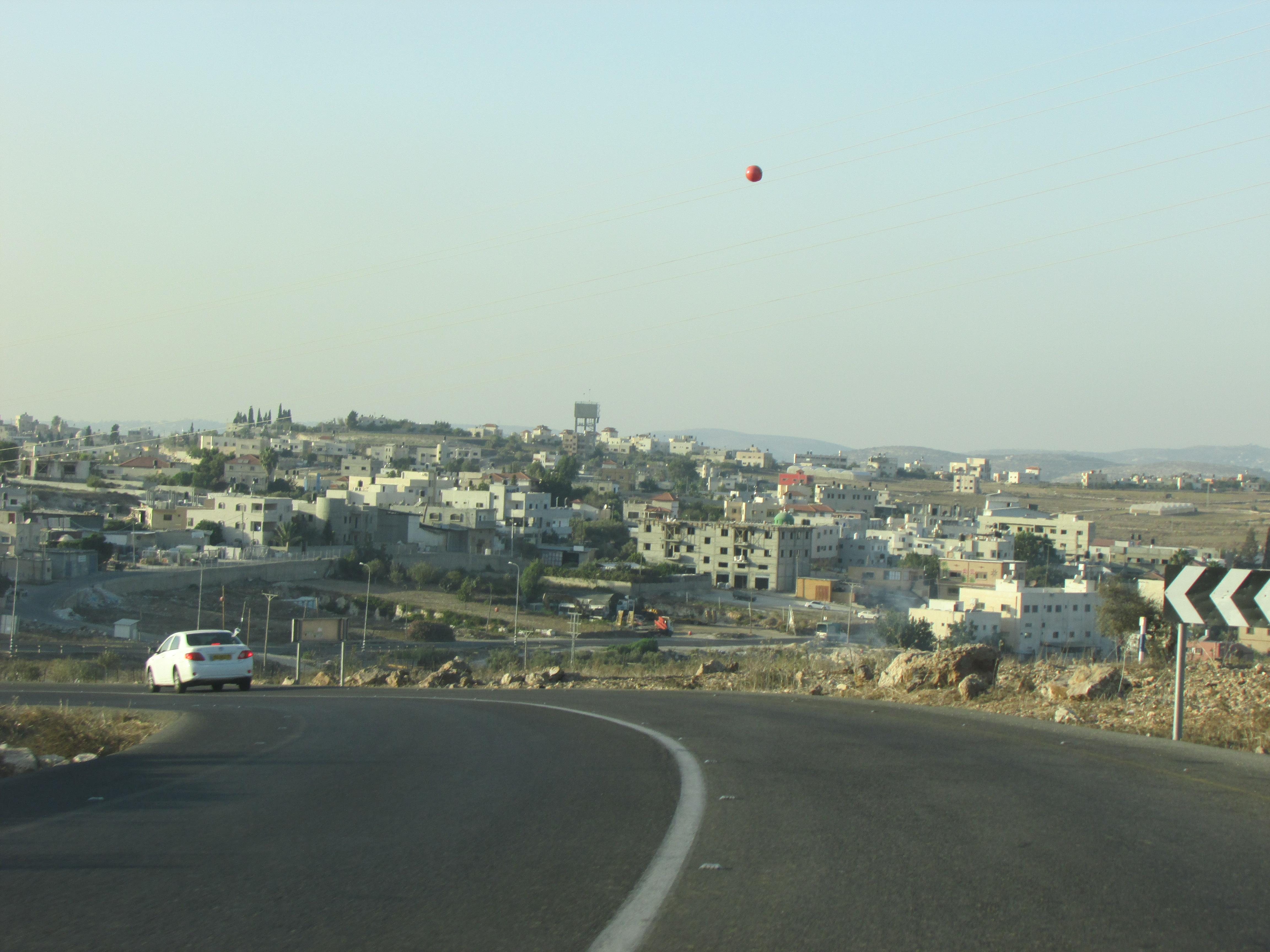
تبين الصورة قرية الفندق في قلقيلية

يقع في غربها مزار يسمى «بكير أبو بكار». وفيها شجرة بلوط معمرة بين جينصافوط و خربة عسكر تعرف «ببلوطة الشيخ علي». كانت قرية الفندق تشرب من مياه الأمطار وفيها مسجد ولم يكن فيها مدرسة حيث كان يذهب الطلاب إلى قرية جينصافوط التي تبعد كيلو متر ونصف الكيلو. أما اليوم فتحتوي القرية على مسجدين الأول مسجد عمري والثاني أحدث. كذلك مدرسة ثانوية مختلطة فيها 568 طالب موزعين على 12 صف، 106 طالبة أناث، و102 طلاب ذكور وعدد المعلمين فيها 17 معلم،7معلمات و10معلمين. كما تحتوي على روضتين إحداهما خاصة والأخرى تابعة للمجلس القروي. فيها العديد من المحلات التجارية والشركات صغرى، وفيها مركز صحي وصيدلية وعيادتان لطب الأسنان، وعدد من محلات الشايش والرخام. فيها مجلس قروي يقدم لها العديد من الخدمات من أهمها خدمتي الماء والكهرباء.
قرر مجلس الوزراء الفلسطيني في 19 يناير 2016، فصل تجمع الفندق إداريًا عن جينصافوط، واستحداث مجلس قروي الفندق ليُدير شؤون القرية.

## إحصائيات
| ملكية الأرض الخلفية العرقية | ملكية الأرض/دونم |
| --------------------------- | ---------------- |
| فلسطيني                     | 1,592            |
| تسربت للصهاينة              | 0                |
| مشاع                        | 27               |
| المجموع                     | 1,619            |

### استخدام الأراضي عام 1954
| نوعية المساحة المستخدمة  | فلسطيني (دونم) |
| ------------------------ | -------------- |
| مزروعة بالبساتين المروية | 43             |
| مزروعة بالزيتون          | 140            |
| مزروعة بالحبوب           | 1,026          |
| مبنية                    | 14             |
| صالح للزراعة             | 1,069          |
| بور                      | 536            |

### التعداد السكاني
| السنة | نسمة |
| ----- | ---- |
| 1922  | 166  |
| 1931  | 172  |
| 1945  | 208  |
| 1961  | 337  |
| 1997  | 1289 |
| 2011  | 1960 |